# Tuoro sul Trasimeno
Tuoro sul Trasimeno és un comune (municipi) de la província de Perusa, a la regió italiana d'Úmbria, situat uns 25 km al nord-oest de Perusa. L'1 de gener de 2018 tenia 3.769 habitants.
Tuoro sul Trasimeno limita amb els municipis de Castiglione del Lago, Cortona, Lisciano Niccone, Magione i Passignano sul Trasimeno. Està situat a la costa nord del llac Trasimè.